# Tournoi de clôture du championnat d'Haïti de football 2011
Navigation
Tournoi précédent Saison suivante
Le tournoi de clôture de la saison 2011 du Championnat d'Haïti de football est le second tournoi saisonnier de la vingt-et-unième édition de la première division à Haïti. Les quinze meilleures équipes du pays sont regroupées au sein d’une poule unique où elles s’affrontent une seule fois. À l’issue du tournoi, un classement cumulé des 2 tournois de l’année est fait afin de déterminer les cinq formations reléguées en Division 2.
C'est le Tempête FC qui remporte la compétition après avoir terminé en tête du classement final avec sept points d’avance sur le Victory SC. C'est le cinquième titre de champion d'Haïti de l'histoire du club.

## Les clubs participants
| - Triomphe AC - AS Cavaly - AS Mirebalais - AS Capoise - Valencia Léogâne - Football Inter Club Association - Baltimore SC | - Racing Gonaïves - Aigle Noir AC - Tempête FC - AS de Carrefour - Racing Club Haïtien - AS Saint-Louis du Nord - Victory SC - América des Cayes |

## Compétition
Le barème de points servant à établir le classement se décompose ainsi :
- Victoire : 3 points
- Match nul : 1 point
- Défaite : 0 point

### Classement
| Rang | Équipe                          | Pts | J  | G | N | P  | Bp | Bc | Diff |
| ---- | ------------------------------- | --- | -- | - | - | -- | -- | -- | ---- |
| 1    | Tempête FC                      | 31  | 14 | 9 | 4 | 1  | 20 | 7  | +13  |
| 2    | Victory SC                      | 24  | 14 | 6 | 6 | 2  | 15 | 6  | +9   |
| 3    | Baltimore SCT                   | 22  | 14 | 6 | 4 | 4  | 12 | 9  | +3   |
| 4    | AS Cavaly                       | 22  | 14 | 6 | 4 | 4  | 9  | 9  | 0    |
| 5    | Racing Club Haïtien             | 21  | 14 | 5 | 6 | 3  | 20 | 13 | +7   |
| 6    | Valencia Léogâne                | 20  | 14 | 5 | 5 | 4  | 11 | 6  | +5   |
| 7    | Football Inter Club Association | 20  | 14 | 5 | 5 | 4  | 10 | 6  | +4   |
| 8    | Aigle Noir AC                   | 20  | 14 | 6 | 2 | 6  | 7  | 9  | -2   |
| 9    | AS Capoise                      | 17  | 14 | 3 | 8 | 3  | 8  | 6  | +2   |
| 10   | AS Mirebalais                   | 17  | 14 | 4 | 5 | 5  | 9  | 9  | 0    |
| 11   | AS de Carrefour                 | 17  | 14 | 4 | 5 | 5  | 12 | 13 | -1   |
| 12   | AS Saint-Louis du Nord          | 17  | 14 | 5 | 2 | 7  | 8  | 13 | -5   |
| 13   | América des Cayes               | 16  | 14 | 4 | 4 | 6  | 16 | 11 | +5   |
| 14   | Triomphe AC                     | 14  | 14 | 4 | 2 | 8  | 7  | 22 | -15  |
| 15   | Racing Gonaïves                 | 6   | 14 | 1 | 2 | 11 | 8  | 33 | -25  |

|  | Vainqueur du tournoi Clôture |
|  | T : Tenant du titre          |

### Classement cumulé
Un classement cumulé des tournois Ouverture et Clôture est fait pour désigner les clubs relégués en deuxième division.
| Rang | Équipe                          | Pts | J  | G  | N  | P  | Bp | Bc | Diff |
| ---- | ------------------------------- | --- | -- | -- | -- | -- | -- | -- | ---- |
| 1    | Baltimore SCOuv                 | 52  | 28 | 14 | 10 | 4  | 26 | 11 | +15  |
| 2    | Victory SC                      | 51  | 28 | 14 | 9  | 5  | 31 | 12 | +19  |
| 3    | Tempête FCClo                   | 49  | 28 | 13 | 10 | 5  | 38 | 19 | +19  |
| 4    | AS Capoise                      | 42  | 28 | 11 | 9  | 8  | 21 | 17 | +4   |
| 5    | AS Cavaly                       | 39  | 28 | 9  | 12 | 7  | 18 | 16 | +2   |
| 6    | Aigle Noir AC                   | 39  | 28 | 11 | 6  | 11 | 17 | 20 | -3   |
| 7    | América des Cayes               | 38  | 28 | 10 | 8  | 10 | 34 | 23 | +11  |
| 8    | Valencia Léogâne                | 37  | 28 | 9  | 10 | 9  | 22 | 18 | +4   |
| 9    | Football Inter Club Association | 37  | 28 | 9  | 10 | 9  | 20 | 16 | +4   |
| 10   | AS Mirebalais                   | 35  | 28 | 9  | 8  | 11 | 17 | 19 | -2   |
| 11   | AS Saint-Louis du Nord          | 35  | 28 | 10 | 5  | 13 | 17 | 23 | -6   |
| 12   | Racing Club Haïtien             | 34  | 28 | 8  | 10 | 10 | 26 | 25 | +1   |
| 13   | AS de Carrefour                 | 32  | 28 | 7  | 11 | 10 | 23 | 23 | 0    |
| 14   | Triomphe AC                     | 24  | 28 | 7  | 3  | 18 | 11 | 45 | -34  |
| 15   | Racing Gonaïves                 | 22  | 28 | 5  | 7  | 16 | 17 | 51 | -34  |

|  | Relégation directe en Division 2                                        |
|  | Ouv : Vainqueur du tournoi Ouverture Clo : Vainqueur du tournoi Clôture |

## Bilan de la saison
| Championnat d'Haïti de football 2011 |                        |
| Champion                             | Tempête FC (5e titre)  |
| Promotions et relégations            |                        |
| Promus en Division 1                 | Violette AC            |
| Promus en Division 1                 | Don Bosco FC           |
| Relégués en Division 2               | AS Saint-Louis du Nord |
| Relégués en Division 2               | Racing Club Haïtien    |
| Relégués en Division 2               | AS de Carrefour        |
| Relégués en Division 2               | Triomphe AC            |
| Relégués en Division 2               | Racing Gonaïves        |